# Internationales Institut für Journalismus
Das Internationale Institut für Journalismus (IIJ) der Deutschen Gesellschaft für Internationale Zusammenarbeit (GIZ) wurde 1962 in West-Berlin gegründet.

## Aufgabe
Sinn und Zweck ist die Weiterbildung von Journalisten aus Entwicklungs- und Transformationsländern. Zielgruppe sind vor allem  Print- und Onlinejournalisten.
Unter anderem werden journalistische Weiterbildungen zu folgenden Themen angeboten:
- Umweltberichterstattung
- Medienethik
- Medienmanagement
- Multimedia und Onlinejournalismus
- Wirtschaftsjournalismus
- politische Berichterstattung[2]

2011 wurden rund 40 Trainings- und Dialogveranstaltungen in Deutschland und den Partnerländern angeboten. Nach Aussagen des IIJ wurden damit bis zu 500 Medienvertreter erreicht.

## Auftraggeber
Die wichtigsten Auftraggeber der GIZ sind in erster Linie das Bundesministerium für wirtschaftliche Zusammenarbeit und Entwicklung sowie das Auswärtige Amt. Seit 2011 ist das IIJ ein Kompetenzcenter innerhalb der Deutschen Gesellschaft für Internationale Zusammenarbeit.

## Publikationen des IIJ für Journalisten (in Englisch)
- The ASEAN Guide. (PDF-Datei)
- Regional Integration in Southern Africa – A Guidebook. (PDF-Datei)
- How regional integration works in West Africa. (PDF-Datei)